# Stadtbibliothek Karlsruhe
Die Stadtbibliothek Karlsruhe ist die öffentliche Bibliothek der Stadt Karlsruhe mit einem Bestand von etwa 305.700 Medien. Zu ihr gehören fünf Zweigstellen in den Stadtteilen Karlsruhes, eine Kinder- und Jugendbibliothek sowie eine Amerikanische Bibliothek. Zudem werden abgelegene Stadtteile durch einen Medienbus versorgt, der etwa 6.000 verschiedene Medien bereitstellt.

## Geschichte
Die Stadtbibliothek wurde im Jahr 1921 gegründet und befand sich zu diesem Zeitpunkt auf dem Rondellplatz. Danach zog sie mehrfach um und befand sich zuletzt 1993 am Marktplatz. Sie zog in diesem Jahr in das vom Architekt Jürgen Schroeder geplante neue Ständehaus um. Zum Gedenken an die frühere Nutzung als Parlament informiert eine „Erinnerungsstätte Ständehaus“, die in die Bibliothek integriert ist.

## Zweigstellen

### Stadtteilbibliotheken

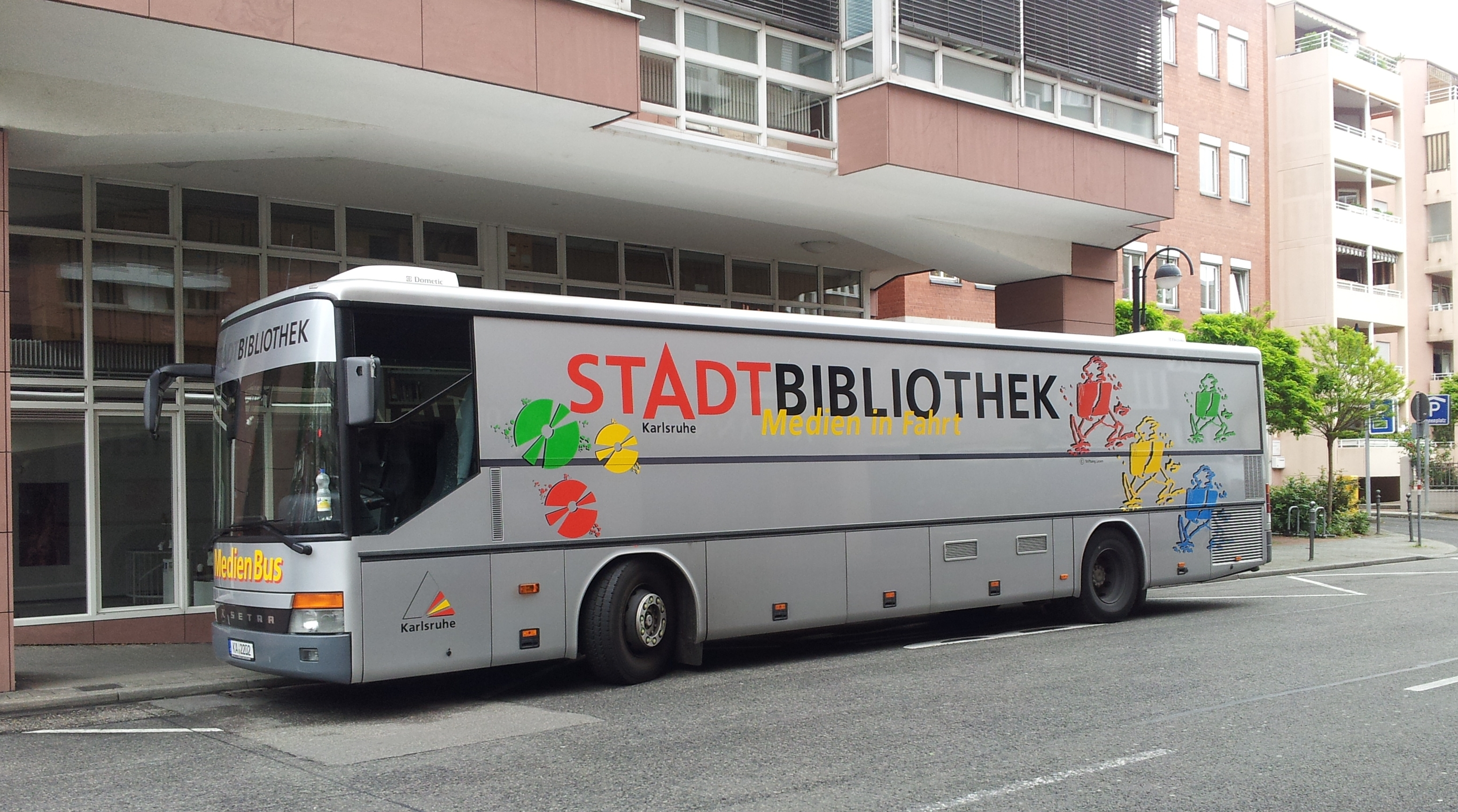
Medienbus der Stadtbibliothek

- Durlach ⊙: Die Stadtteilbibliothek Durlach wurde bereits 1908 gegründet. Sie ist damit die älteste Zweigstelle der Stadtbibliothek, befindet sich in der Karlsburg und umfasst etwa 32.500 Medien.
- Grötzingen ⊙: Die Zweigstelle wurde 1974 gegründet und umfasst heute etwa 16.500 Medien.
- Mühlburg ⊙: Die Zweigstelle wurde 1959 eröffnet und ist die zweitälteste nach der Durlacher Stadtteilbibliothek. Sie umfasst etwa 16.000. Die Stadtteilbibliothek ist in das neue Bürgerzentrum auf der Weinbrennerstraße umgezogen.
- Waldstadt ⊙: Die Stadtteilbibliothek umfasst etwa 26.000 Medien.
- Neureut ⊙: Die Zweigstelle Neureut befindet sich über der Badenerlandhalle und umfasst etwa 29.000 Medien.
- Medienbus: Täglich fährt der Medienbus durch die Randbezirke Karlsruhes und durch die Bergdörfer.[3] Der Medienbus umfasst etwa 6.000 Medien.

### Kinder- und Jugendbibliothek

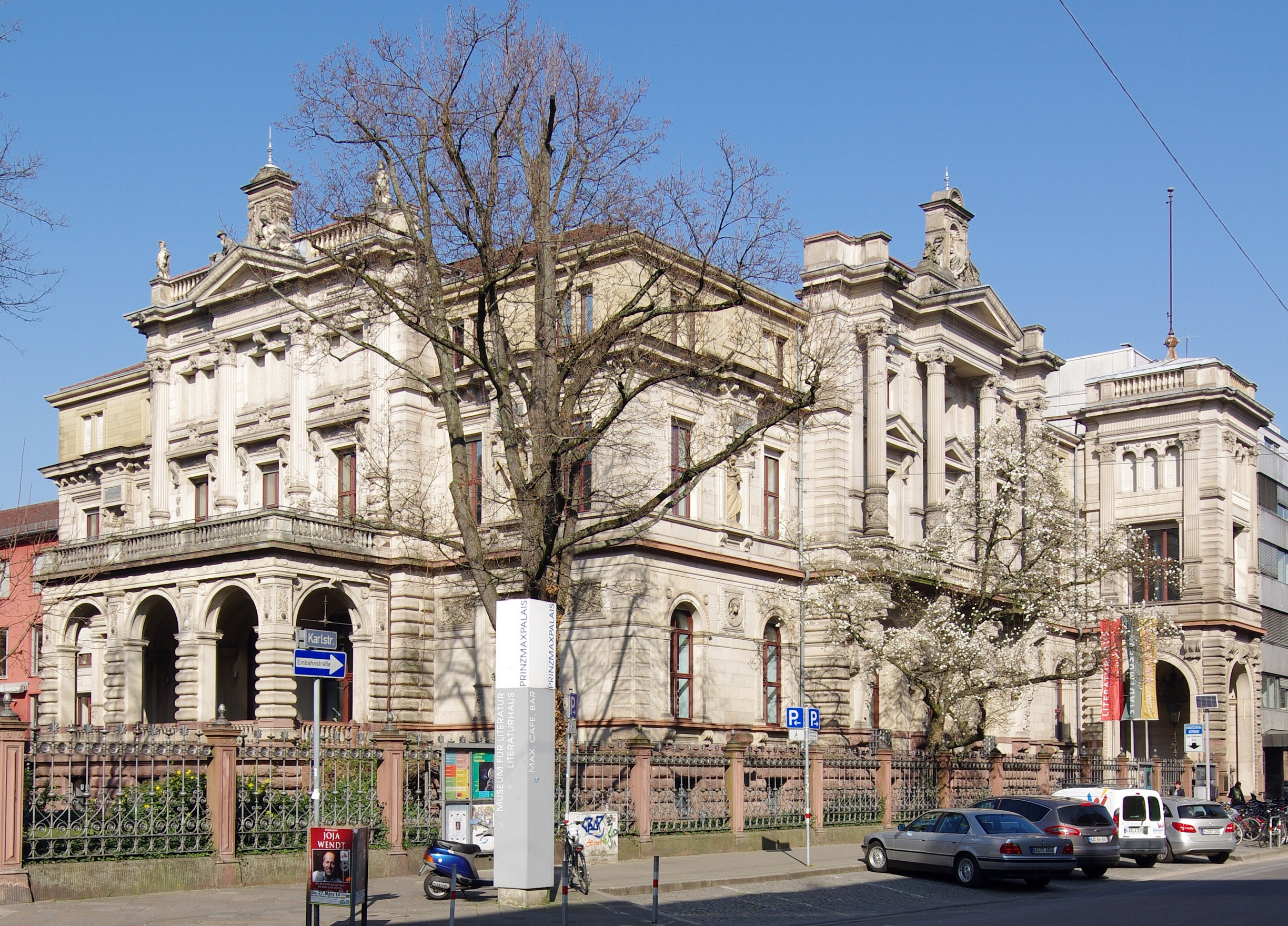
Prinz-Max-Palais

Seit 1981 befindet sich die Kinder- und Jugendbibliothek ⊙ im Prinz-Max-Palais.

### Amerikanische Bibliothek
Nachdem die amerikanischen Streitkräfte Karlsruhe verlassen hatten, ließen sie auch eine Bibliothek ⊙ zurück. Die 1994 gegründeten Freunde der Amerikanischen Bibliothek Karlsruhe e.V. setzten sich dafür ein, dass diese der Stadt überlassen wird. 1996 wurde sie als Zweigstelle der Stadtbibliothek eröffnet und beherbergt 35.000 englischsprachige Bücher, CDs und andere Medien.